# دن نیوهاوس
دانیل میلتون نیوهاوس (زاده ۱۰ ژوئیه ۱۹۵۵) یک سیاستمدار آمریکایی و دانشمند کشاورزی است که به عنوان نماینده ایالات متحده برای حوزه انتخابیه چهارم واشینگتن  خدمت می‌کند. نیوهاوس قبل از انتخابش به کنگره به عنوان مدیر وزارت کشاورزی واشینگتن و عضو مجلس نمایندگان واشینگتن خدمت می‌کرد. او یکی از اعضای حزب جمهوری‌خواه است.
نیوهاوس یکی از ده جمهوری‌خواه مجلس نمایندگان بود که به استیضاح دونالد ترامپ در دومین استیضاح ترامپ، رای دادند.